# Karol Podonowski
Karol Podonowski (ur. 17 lipca 1888 w Radomyślu, zm. po 1 stycznia 1938) – pułkownik artylerii Wojska Polskiego, działacz niepodległościowy, kawaler Orderu Virtuti Militari.

## Życiorys
Urodził się 17 lipca 1888 w Radomyślu, ówczesnym mieście powiatowym guberni kijowskiej, w rodzinie Józefa Mariana, szlachcica, i Urszuli Marii z Rykowskich. Wychowywał się w domu rodziców. W 1898 został oddany do 3. Korpusu Kadetów w Moskwie. 14 czerwca 1906 wstąpił do Pawłowskiej Szkoły Wojskowej w Petersburgu. 28 czerwca 1908, po ukończeniu szkoły, został mianowany podporucznikiem i wcielony do 18 pułku strzelców w Suwałkach.
W sierpniu 1920 został zawieszony w czynnościach służbowych dowódcy 2 pułku artylerii ciężkiej, w związku z wszczęciem dochodzenia sądowego.
20 sierpnia 1921 został wyznaczony na stanowisko kierownika Centrum Wyszkolenia Artylerii Dowództwa Okręgu Generalnego Warszawa. 31 stycznia 1922 został mianowany komendantem Szkoły Młodszych Oficerów Artylerii w Toruniu. 24 lutego tego roku został przesunięty na stanowisko kierownika kursów wyszkolenia dowódców artylerii w Szkole Strzelań Artylerii. W styczniu 1923 został przydzielony do Obozu Ćwiczeń Dowództwa Okręgu Korpusu Nr I na stanowisko dowódcy. W lipcu 1924 został przeniesiony do 1 pułku artylerii górskiej na stanowisko pełniacego obowiązki dowódcy pułku. 3 maja 1926 prezydent RP nadał mu stopień pułkownika ze starszeństwem z dnia 1 lipca 1925 i 3. lokatą w korpusie oficerów artylerii. W sierpniu tego roku został przeniesiony do 8 pułku artylerii ciężkiej w Toruniu na stanowisko dowódcy pułku. W styczniu 1928 został przeniesiony do kadry oficerów artylerii z równoczesnym przeniesieniem służbowym do Powiatowej Komendy Uzupełnień Toruń na okres sześciu miesięcy celem odbycia praktyki poborowej. Z dniem 5 maja 1928 został przeniesiony służbowo do Powiatowej Komendy Uzupełnień Wieluń na stanowisko komendanta. W styczniu 1930 został zwolniony z zajmowanego stanowiska i oddany do dyspozycji dowódcy Okręgu Korpusu Nr IV, a z dniem 31 maja tego roku przeniesiony w stan spoczynku.
5 sierpnia 1930 został zameldowany w Poznaniu przy ul. Wierzbięcice 24b. Później przeprowadził się na ul. Słowackiego 38. W 1934, jako oficer stanu spoczynku pozostawał w ewidencji Powiatowej Komendy Uzupełnień Poznań Miasto. Posiadał przydział do Oficerskiej Kadry Okręgowej Nr VII. Był wówczas „przewidziany do użycia w czasie wojny”. Działał w Polskim Związku Krótkofalowców (znak licencjonowany SP1AY). 26 stycznia 1935 odmówił przyjęcia funkcji prezesa Zarządu Poznańskiego Klubu Krótkofalowców. Był kawalerem, nie miał dzieci. 

## Ordery i odznaczenia
- Krzyż Srebrny Orderu Wojskowego Virtuti Militari nr 6773 – 10 maja 1922[22][16][23]
- Krzyż Walecznych[24][18]
- Medal Niepodległości – 29 grudnia 1933 „za pracę w dziele odzyskania niepodległości”[25][2][26]
- Medal Pamiątkowy za Wojnę 1918–1921[18]
- Medal Dziesięciolecia Odzyskanej Niepodległości[18]
- Odznaka pamiątkowa I Korpusu Polskiego w Rosji nr 1469[18]
- Odznaka Pamiątkowa Frontu Litewsko-Białoruskiego nr 4466[18]
- Medal Zwycięstwa – 4 czerwca 1925[27][18]